# Бєлозерцев Микола Олександрович
Микола Олександрович (у нагородному листі — Андрійович) Бєлозерцев (1910–1943) — старший сержант Робітничо-селянської Червоної Армії, учасник Німецько-радянської війни, Герой Радянського Союзу (1944).

## Біографія
Микола Бєлозерцев народився 1910 року в селі Великий Карай (нині — Романівський район Саратовської області) в селянській родині. Рано залишився без батьків, ріс у дитячому будинку міста Балашов. Із 1926 року Бєлозерцев працював у Балашовській хлібопекарні, у 1933 році закінчив робітфак у Саратові. Працював на Далекому Сході та на Уралі. У 1941 році був призваний на службу в Робітничо-селянську Червону Армію. Із липня 1941 року — на фронтах Німецько-радянської війни. Брав участь у боях на Воронезькому та Брянському фронтах, оборонних боях кампанії 1941 року, Курській битві. У 1942 році зазнав важкого поранення. Відзначився під час битви на Курській дузі. На той час старший сержант Бєлозерцев командував взводом пішої розвідки 955-го стрілецького полку 309-ї стрілецької дивізії 40-ї армії Воронезького фронту.
Після оборонних боїв полк Белозерцева брав участь у загальному контрнаступі радянських військ. У середині серпня 1943 року він вийшов до міста Лебедин Сумської області Української РСР. На одному з проміжних рубежів, в гаю Гасовому, німецькі війська чинили запеклий опір. Полк кілька разів атакував сильно укріплені позиції противника, посилені артилерійською батареєю, але кожен раз із втратами був змушений відійти на вихідний рубіж. Уночі з 16 на 17 серпня 1943 року Бєлозерцев разом зі своїм взводом розвідників потай перейшов лінію фронту. Доручивши старшині Рогожину знищити кулеметну точку ворога, сам Бєлозерцев разом із рештою бійцями напав на обслугу артилерійської батареї. Знявши вартових, розвідники підірвали гармати та закидали гранатами бліндажі. Скориставшись замішанням німецьких солдатів, полк перейшов у контратаку та захопив гай. Під час бою взвод Бєлозерцева знищив близько 100 ворожих солдатів та офіцерів, захопив зброю, міномет, 5 кулеметів та 4 полонених солдата й офіцера.
30 серпня 1943 року Бєлозерцев підірвався на німецькій міні, повертаючись із нічного пошуку. Похований у братській могилі в місті Лебедин.

## Нагороди
- Указом Президії Верховної Ради СРСР від 10 січня 1944 року за «доблесть і мужність, виявлені під час захоплення контрольних полонених і опорного пункту в найближчому тилу противника» старший сержант Микола Бєлозерцев посмертно був удостоєний високого звання Героя Радянського Союзу[3].
- Був також нагороджений орденом Червоного Прапора і низкою медалей.[2]

## Пам'ять
- На честь Бєлозерцева в Балашові названі вулиця і школа-інтернат.
- Пам'ятник Бєлозерцеву був установлений у 1986 році в Балашові на виході з Куйбишевського парку біля перехрестя вулиць Радянська та Леніна поруч зі школою-інтернатом, названої на честь Миколи Олександровича.
- Також на його честь названа вулиця в Лебедині[2].
- Меморіальна дошка в пам'ять про Бєлозерцева встановлена Російським військово-історичним товариством на будівлі Великокарайської середньої школи, де він навчався.